# Horstead
Horstead är en by i civil parish Horstead with Stanninghall, i distriktet Broadland, i grevskapet Norfolk, i England. Byn är belägen 11 km från Norwich. Horstead var en civil parish. Byn nämndes i Domedagsboken (Domesday Book) år 1086, och kallades då Ho(r)steda.